# Mourcourt
Ne doit pas être confondu avec Meurcourt.
Mourcourt est une section de la ville belge de Tournai, située en Région wallonne dans la province de Hainaut. C'était une commune à part entière avant la fusion des communes de 1977.
Ce petit village, entouré de champs et de prairies, se situe sur les pentes du Mont-Saint-Aubert, à 7 km au nord-est de Tournai.

## Évolution démographique
- Sources : INS, Rem. : 1831 jusqu'en 1970 = recensements, 1976 = nombre d'habitants au 31 décembre.

## Patrimoine et culture

### Patrimoine architectural
- Le château de Breuze, construit en 1887, se trouve à 2 km au sud du village.

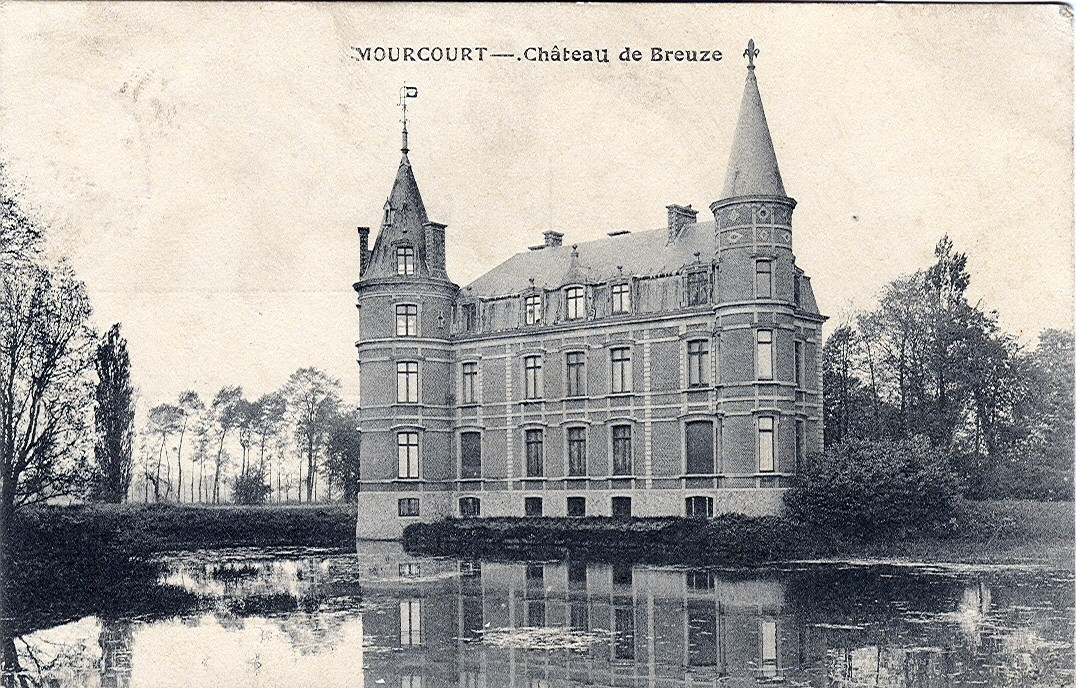
Le château de Breuze à Mourcourt.

### Culture

#### Événements
- Le 'Angèle celte festival', un festival musical d'inspiration celtique.
- La Fête des voisins, une ducasse de bon voisinage, se déroule chaque année, le dimanche de Pentecôte.